# 王口镇 (天津市)
王口镇，是中华人民共和国天津市静海区下辖的一个乡镇级行政单位。

## 行政区划
王口镇下辖以下地区：
义和村、和平村、民主村、团结村、段堤村、北万营村、南万营村、迸庄村、圈里村、小张庄村、东家村、堂上村、郑庄村、南茁头村、北茁头村、北坝台村、大瓦头村、小瓦头村、东岳庄村、西岳庄村、朱家村、丁家村和大刘村。